# 18e cérémonie des Dallas-Fort Worth Film Critics Association Awards
La 18e cérémonie des Dallas-Fort Worth Film Critics Association Awards, décernés par la Dallas-Fort Worth Film Critics Association, a eu lieu le 17 décembre 2008 et a récompensé les films réalisés dans l'année.

## Palmarès

### Meilleur film
1. Slumdog Millionaire
2. Harvey Milk (Milk)
3. The Dark Knight : Le Chevalier noir (The Dark Knight)
4. L'Étrange Histoire de Benjamin Button (The Curious Case of Benjamin Button)
5. The Wrestler
6. The Visitor
7. Frost/Nixon
8. Doute (Doubt)
9. WALL-E
10. Happy-Go-Lucky

### Meilleur réalisateur
1. Danny Boyle pour Slumdog Millionaire
2. David Fincher pour L'Étrange Histoire de Benjamin Button (The Curious Case of Benjamin Button)
3. Christopher Nolan pour The Dark Knight : Le Chevalier noir (The Dark Knight)
4. Gus Van Sant pour Harvey Milk (Milk)
5. Ron Howard pour Frost/Nixon

### Meilleur acteur
1. Sean Penn pour le rôle de Harvey Milk dans Harvey Milk (Milk)
2. Mickey Rourke pour le rôle de Randy "The Ram" Robinson dans The Wrestler
3. Frank Langella pour le rôle de Richard Nixon dans Frost/Nixon
4. Brad Pitt pour le rôle de Benjamin Button dans L'Étrange Histoire de Benjamin Button (The Curious Case of Benjamin Button)
5. Richard Jenkins pour le rôle de Walter Vale dans The Visitor

### Meilleure actrice
1. Anne Hathaway pour le rôle de Kym dans Rachel se marie (Rachel Getting Married)
2. Meryl Streep pour le rôle de sœur Aloysius Beauvier dans Doute (Doubt)
3. Sally Hawkins pour le rôle de Pauline « Poppy » Cross dans Happy-Go-Lucky
4. Kristin Scott Thomas pour le rôle de Juliette Fontaine dans Il y a longtemps que je t'aime
5. Kate Winslet pour le rôle d'April Wheeler dans Les Noces rebelles (Revolutionary Road)

### Meilleur acteur dans un second rôle
1. Heath Ledger pour le rôle du Joker dans The Dark Knight : Le Chevalier noir (The Dark Knight)
2. Josh Brolin pour le rôle de Dan White dans Harvey Milk (Milk)
3. Eddie Marsan pour le rôle de Scott dans Happy-Go-Lucky
4. Philip Seymour Hoffman pour le rôle du père Brendan Flynn dans Doute (Doubt)
5. Robert Downey Jr. pour le rôle de Kirk Lazarus dans Tonnerre sous les tropiques (Tropic Thunder)

### Meilleure actrice dans un second rôle
1. Viola Davis pour le rôle de Mme Miller dans Doute (Doubt)
2. Penélope Cruz pour le rôle de Maria Elena dans Vicky Cristina Barcelona
3. Marisa Tomei pour le rôle de Pam / Cassidy dans The Wrestler
4. Taraji P. Henson pour le rôle de Queenie dans L'Étrange Histoire de Benjamin Button (The Curious Case of Benjamin Button)
5. Rosemarie DeWitt pour le rôle de Rachel dans Rachel se marie (Rachel Getting Married)

### Meilleur scénario
1. Harvey Milk (Milk) – Dustin Lance Black
2. Slumdog Millionaire – Simon Beaufoy

### Meilleure photographie
1. The Dark Knight : Le Chevalier noir (The Dark Knight) – Wally Pfister
2. L'Étrange Histoire de Benjamin Button (The Curious Case of Benjamin Button) – Claudio Miranda

### Meilleur film en langue étrangère
1. Ne le dis à personne •  France
2. Valse avec Bachir (ואלס עם באשיר) •  Israël
3. Morse (Låt den rätte komma in) •  Suède
4. Il y a longtemps que je t'aime •  France
5. Gomorra •  Italie

### Meilleur film d'animation
1. WALL-E
2. Kung Fu Panda

### Meilleur film documentaire
1. Le Funambule (Man on Wire)
2. Valse avec Bachir (ואלס עם באשיר)
3. I Feel Good ! (Young@Heart)
4. Standard Operating Procedure
5. Dear Zachary: A Letter to a Son About His Father

### Russell Smith Award
(meilleur film indépendant) :
1. Wendy et Lucy (Wendy and Lucy)